# Nike, Inc.
A Nike, Inc. (IPA: [ˈnaɪki]) vagy röviden Nike a világ első számú edzőcipő-, sportruházat- és sportszergyártója. Az amerikai székhelyű vállalatot Nikéről, a győzelem görög istennőjéről nevezték el. Termékeit a Nike, Cortez, Nike Golf, Nike Pro, Air Jordan, Team Starter, valamint leányai (Nike Bauer, Cole Haan, Hurley International és Converse) márkanevei alatt forgalmazza. Az alapító Phil Knight. Üzlettársa és korábbi edzője Bill Bowerman, a konyhájában, egy gofrisütő segítségével készítette első cipőit tanítványainak. Rájött arra, hogy ha könnyebb a cipő talpa, akkor a futók jobb teljesítményt tudnak elérni. Steve „Pre” Prefontaine hosszútávfutó volt az edző egyik tanítványa.

## A Nike logó története
A cég egyik első alkalmazottja, Jeff Johnson egy éjjel Nikével álmodott (aki a győzelem görög istennője), ezért ezt a nevet javasolta a gyorsan fejlődő cég számára. Phillip Knight, a cég társalapítója és elnöke ugyan a Dimension 6 nevet ajánlotta, de Johnson ötlete győzött. Ezt követően Knight 1971-ben megkérte egyik volt diákját, Carolyn Davidsont, hogy tervezze meg a logót, ami a futócipők oldalán is elhelyezhető. Ekkor született meg a Nike „pipa”, ami Niké szárnyát szimbolizálja. Knight 35 dollárt fizetett a tervekért. Tizenkét év múlva a Nike cég egy gyémántgyűrűt adományozott Carolyn Davidsonnak, rajta az általa tervezett logóval, valamint ismeretlen számú részvényeket is.

## Marketing
A Nike marketing stratégiájában nem is annyira a termék a lényeg, hanem a sport szellemiségét próbálják a maguk elképzelései szerint alakítani. Ebben a küzdelemben a Nike számára a hivatalos sport is versenytárssá válik, „A Nike szerint a hivatalos sportklubok, szervezetek és bizottságok eltiporják a sport szellemiségét – azt a szellemiséget, amelyet igazán csak a Nike testesít meg.” Stratégiájuk egyik eleme: „Állítsd szembe a tiszta Nike sportot és a szupersztárok csapatát a szabályközpontú sportvilággal.” A laza sportos kinézet kialakításához fontos terep a szegények, az amerikai fekete kultúra vizsgálata, ezért az új termékeiket először New York, Philadelphia vagy Chicago gettóiban lakó fiataloknak mutatják meg és kérdezik ki véleményüket. Emellett a cég felvesz olyan lazaságban elöljáró fiatalokat, akik véleményét erőteljesen figyelembe veszik a tervezőik. Az Egyesült Államok több mint 800 általános iskolai osztályában terveztettek játékosan cipőket a diákokkal, hogy a gyerekek ilyen módon is velük foglalkozzanak.